# Danaea stenophylla
Danaea stenophylla là một loài dương xỉ trong họ Marattiaceae. Loài này được Kunze mô tả khoa học đầu tiên năm 1840.
Danh pháp khoa học của loài này chưa được làm sáng tỏ. 